# Пелевин, Виктор Михайлович
Пелевин Виктор Михайлович (27 октября 1904 — 30 января 1980) — председатель Ивановского облисполкома.

## Биография
Родился в г. Шуя Ивановской области в многодетной семье рабочего-текстильщика.
В 15 лет вынужден оставить школу и начать работать, чтобы помочь семье, находящейся в трудном материальном положении.
С 1923 по 1928 год работает в Тейкове на хлопчатобумажном комбинате, в отбельном цехе, активно участвует в общественной жизни, вступив в комсомольскую организацию. Одновременно возобновляет учебу и заканчивает вечернюю школу для взрослых. В 1928 г., выдержав конкурсные испытания, поступает в Ивановский индустриальный техникум, который успешно заканчивает в 1931 г. В 1928 г вступает в коммунистическую партию.
После окончания учебы с 1931 г по 1936 г. работает по направлению в г. Твери (Калинин) на текстильном комбинате «Пролетарка». В 1936—1938 гг. возвращается в Тейково, где работал начальником цеха, заместителем директора, директором ситцевой фабрики.
В 1939—1942 гг. заместитель председателя, затем председатель исполкома областного Совета Ивановской области. В 1942—1945 гг. заместитель начальника Главного управления хлопчатобумажной промышленности Ивановской области.
В 1945—1953 гг. направлен на работу в Казахстан в качестве министра (наркома) текстильной, а затем легкой промышленности республики.
С 1953 г. до выхода на пенсию в 1965 г. работал в Москве на руководящих должностях в союзных и республиканских организациях текстильной и легкой промышленности.
Неоднократно избирался депутатом областных и республиканских Советов[каких?] (РСФСР и Казахской ССР).